# Brânză de burduf
La brânză de burduf, traduït aproximadament com formatge de bossa, (brânză, «formatge», és un nom femení en romanès) és un formatge salat transsilvà de pasta premsada no cuita. És una varietat molt apreciada a Romania. Per a obtenir aquest formatge, es talla en trossets la llet coagulada i a continuació es posa en sal i s'empasta. La barreja es posa a continuació en el seu contenidor.
La brânză de burduf té una textura suau i un sabor fort, que sol dependre de quatre paràmetres:
- si és fet a partir de llet crua d'ovella, o (més rarament) de cabra;
- el seu contenidor: la bossa/estómac (burduf) o la pell d'una ovella, netejada abans amb cura i tallada sobre les vores, o bé si el recipient és fet a partir d'escorça de pi;
- la quantitat de sal i la presència o no d'altres aromes (herbes, pebres, etc.);
- el temps de maduració (el seu sabor es reforça amb el temps)

Si ha estat conservat en un burduf, el formatge es presenta com una bola. Si es conserva en una escorça, el formatge és de forma cilíndrica i obté un sabor específic de resina de pi o d'avet (segons l'arbre). En el segon, així i tot, continua rebent el nom de burduf.